# Neomitranthes gracilis
Neomitranthes gracilis är en myrtenväxtart som först beskrevs av Karl Ewald Maximilian Burret, och fick sitt nu gällande namn av Nelson Jorge E. Silveira. Neomitranthes gracilis ingår i släktet Neomitranthes och familjen myrtenväxter. Inga underarter finns listade i Catalogue of Life.